# Apis mellifera sicula

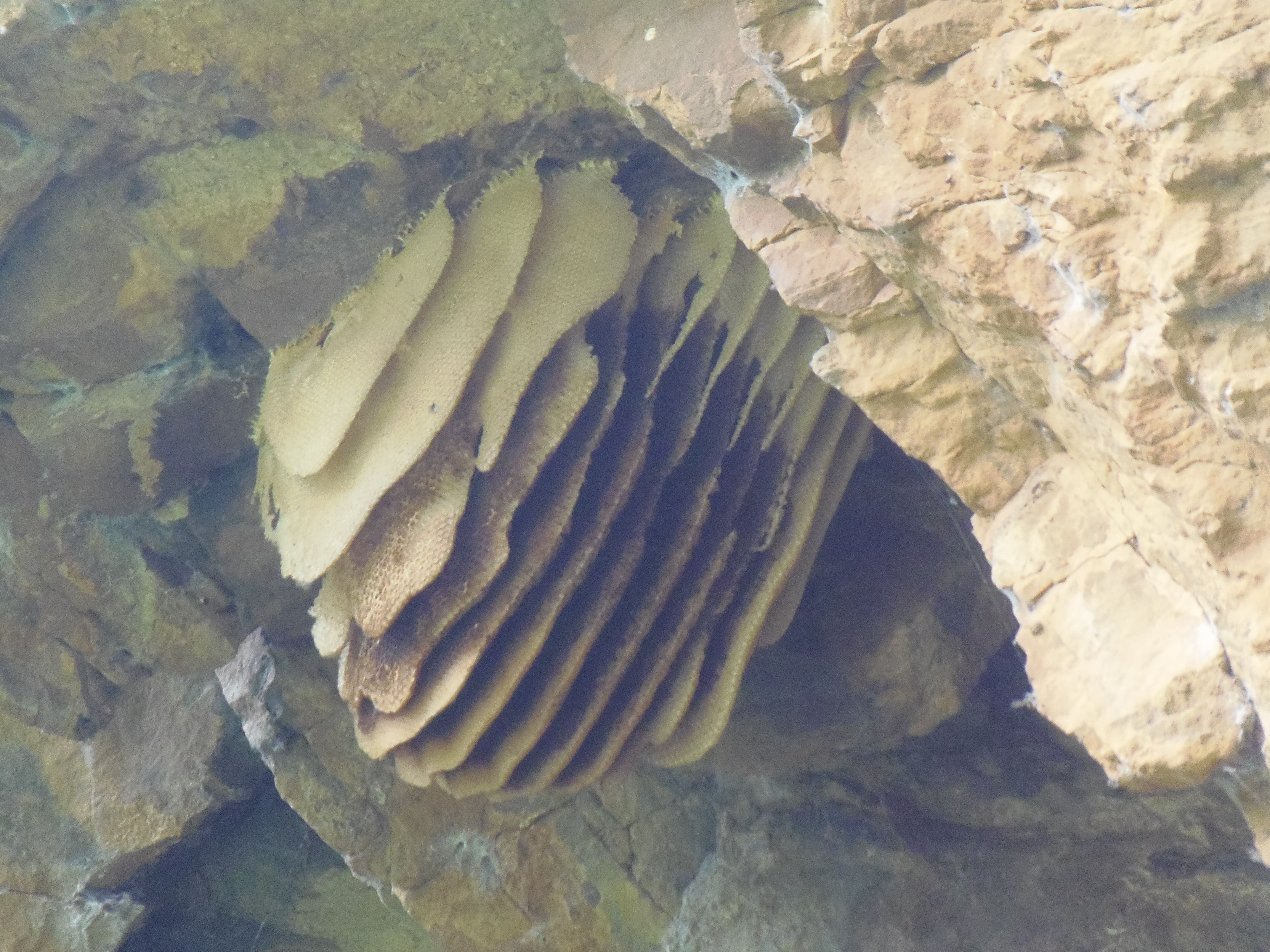
Favo di api selvatiche (prov. di Palermo)

L'ape siciliana ( Apis mellifera siciliana, Dalla Torre 1896 (PDF).) è una sottospecie dell'ape comune la cui area di distribuzione naturale è la provincia di Trapani e Palermo in Sicilia. Ha un'origine insulare come altre sottospecie, quali Apis mellifera ruttneri (Malta), Apis mellifera adamii (Creta), Apis mellifera cypria (Cipro). Le differenze genetiche tra le sottospecie Apis mellifera ligustica ed Apis mellifera sicula sono state indagate mediante caratterizzazione morfologica e del DNA mitocondriale. Nell'Apis mellifera ligustica predominano aplotipi mitocondriali di origine europea (M e C), mentre nell'Apis mellifera sicula predomina un aplotipo genetico africano (A). Si dimostra così l'origine ibrida di entrambe le sottospecie. Si pensava infatti che solo la penisola iberica fosse stata un rifugio per le api del gruppo mediterraneo durante l'ultima glaciazione nel quaternario. Oggi sappiamo che la Sicilia ebbe un ruolo similare.

## Caratteristiche
L'ape siciliana presenta degli adattamenti unici all'ambiente siciliano e ricopre un ruolo chiave nell'impollinazione della flora endemica regionale. È interessante come l'ape nera mostri, un'elevata resistenza fisica rispetto alle altre sottospecie, generalmente caratterizzate da debolezze a livello immunitario. Inoltre, la storia evolutiva unica di Apis mellifera sicula è motivo per considerare la sottospecie come una risorsa genetica da valorizzare, proteggendola dalla continua importazione di altre sottospecie non endemiche.
L'ape siciliana si differenzia dalla ligustica per il suo colore scuro e per la dimensione delle ali più piccole. La colorazione più scura è dovuta alla colorazione completamente bruna dei primi tergiti addominali. Si differenzia invece dalle altre api scure per la colorazione giallastra dei peli del torace e dell'addome. Tra le caratteristiche peculiari, si contraddistingue per la sua docilità e produttività, tollera temperature superiori ai 40 °C, alle quali le altre api smettono di produrre, ed inoltre consuma meno miele all'interno dell'alveare. La sua abilità di ridurre o interrompere l'allevamento della covata durante i periodi estivi più caldi, quando le risorse nettarifere e pollinifere sono scarse, nonché l'abilità nel controllo dell'infestazione da parte di Varroa destructor, ne fanno la sottospecie preferita per la produzione di miele nelle aride regioni centrali della Sicilia.

## Biologia

### Sciamatura
La sciamatura avviene quasi sempre dopo che sia nata qualche regina vergine, lo sciame primario non supera in genere i 1500 grammi (circa 20.000 api), e nello stesso sono presenti anche alcune regine vergini.
La regina madre può venire uccisa nell'alveare prima della sciamatura, può essere uccisa nello sciame, oppure può prevalere sulle regine vergini.
L'alveare sciamato di solito dà origine a sciami secondari che variano dai 200 ai 1000 grammi, anche se a volte famiglie forti ove sono sfarfallate centinaia di regine non origina sciami ma si limita alla sostituzione della regina madre. L'alveare che si prepara a sciamare può produrre fino ad 800 celle reali, numero straordinariamente elevato in confronto alle altre api continentali quali ligustica, carnica o mellifera.

### Sviluppo
Sviluppo precoce della covata tra dicembre e gennaio, ciò consente di avere api giovani, quindi maggiore durata e dinamicità rispetto all'ape ligustica ed altre api nordiche, che hanno il blocco di covata invernale.
L'ape siciliana ha consumi di miele molto ridotti, ciò consente a parità di scorte di miele una maggiore probabilità di sopravvivenza della famiglia nei periodi di scarso raccolto.
Razza fortemente sciamatrice e forte propolizzatrice. Ha la particolarità di un breve periodo di convivenza di entrambe le regine poiché la sciamatura avviene solo dopo la nascita della nuova regina.

## Conservazione

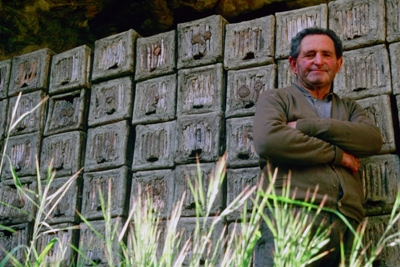
Apicultore degli Iblei con api siciliane nei "fasceddi"

A partire dagli anni trenta nella Sicilia orientale (Catania e Siracusa), dove per tradizione l'apicoltura è più forte, e successivamente negli anni settanta e ottanta nella Sicilia occidentale si è assistito alla massiccia ibridazione dell'ape siciliana per la forte importazione delle più svariate sottospecie (Apis m. ligustica, Apis m. carnica, Apis m. caucasica, Apis m. x Buckfast, ecc.)

Tale situazione era forse dovuta alla praticamente assoluta mancanza in Sicilia di apicoltori dediti all'allevamento di api regine o di sciami artificiali.
L'ibridazione ha così causato un aumento dell'aggressività, ha ridotto la tenuta del favo e aumentato la propensione alla sciamatura delle stesse razze importate e successivamente ibridatesi.
A riprova del danno causato dalla sconsiderata importazione nel 2002 si sono avute fortissime morie di famiglie nelle zone orientali rispetto alle meno ibridate zone occidentali.
Il professor Pietro Genduso (1922 - 1999), che già da anni si era interessato alla salvaguardia e studio dell'ape siciliana, riuscì a conservare la specie ed individuò in Ustica un sito sicuro. Dopo la scomparsa del Genduso per continuare la sua opera l'apicoltore professionista Carlo Amodeo, supportato da istituti di ricerca quali l'Istituto nazionale di apicoltura di Bologna, ha trasportato le sue famiglie (derivanti sempre da quelle del Genduso) ad Ustica.
Attualmente lo stato di conservazione è ancora a rischio non essendo sufficiente l'allevamento in purezza da parte di un solo allevatore ancorché professionista.
La conservazione delle sottospecie autoctone riveste una grande importanza, non solo per ragioni economiche, ma anche per una prospettiva di salvaguardia della biodiversità (United Nations Environment Programme, 2010), dal momento che le colonie selvatiche di api mellifere sono vicine all'estinzione.